# Mocny (singel)
Mocny – pierwszy singel zespołu Ira pochodzący i promujący pierwszą po siedmioletniej absencji na rynku, płytę Tu i teraz. Utwór na krążku został zamieszczony na trzeciej pozycji, trwa 4 minuty i 48 sekund i jest trzecim co do najdłuższego utworu znajdującego się na płycie. Krążek jak i singel wydała wytwórnia BMG Poland, która zajęła się także dystrybucją.
Utwór Mocny jako jedyny z dema, które nagrał zespół, trafił na płytę Tu i teraz. Był także pierwszym skomponowanym utworem wspólnie przez zespół po reaktywacji. Utwór został wyprodukowany przez producenta Leszka Kamińskiego w warszawskim studiu S-4, który zajął się także jego miksem. Masteringiem zajęła się Julita Emanuiłow, która współpracowała już z zespołem przy płycie Ogrody.
Tekst utworu opowiada o tym, aby mimo ciężkich chwil, chwilowych niepowodzeń, nie poddawać się, aby wziąć się w garść. Ludzie często po niepowodzeniach, porażkach odniesionych w życiu, poddają się rezygnując z wszystkiego. Utwór ten ma za zadanie uświadomić tym ludziom, że nie żyją za karę i muszą walczyć aby było lepiej, a nie gorzej. Autorem tekstu do utworu jest tekściarz Wojciech Byrski.  
Utwór utrzymany jest w mocnym rockowym brzmieniu. Kompozytorem utworu jest manager grupy Mariusz Musialski.
Utwór został wydany jako pierwszy singel grupy od ponad siedmiu lat. Z tym utworem zespół wystąpił na Festiwalu w Opolu w konkursie "Premiery" 29 maja 2002 roku, gdzie spotkał się z ciepłym przyjęciem ze strony publiczności, oraz został po raz pierwszy wykonany publicznie.
Utwór Mocny został wykonany także na przedpremierowym koncercie który się odbył 24 czerwca 2002 roku w studiu III Programu Polskiego Radia, gdzie zaprezentowano także inne utwory z nowej płyty. Utwór Mocny stał się pierwszym wielkim przebojem powracającej wówczas na scenę grupy Ira od siedmiu lat.
Mocny został zagrany także podczas koncertu jubileuszowego z okazji 15-lecia istnienia grupy, w 2003 roku w radomskim amfiteatrze. Trwa 4 minuty i 50 sekund, i jest zaledwie 2 sekundy dłuższy od wersji studyjnej. Wraz z wokalistą grupy, Arturem Gadowskim, utwór śpiewało ponad 8 tys. fanów. Zagrano go także podczas urodzinowego koncertu w październiku w Krakowie w 2006 roku.
Utwór Mocny do dziś regularnie grany jest na każdym koncercie grupy, przeważnie jako utwór rozpoczynający koncert.

## Teledysk
Klip do utworu był kręcony na dachu warszawskiego biurowca Atlas Tower (obecnie mieści się tam taras klubu Level 27) oraz w podziemiach parkingu Galerii Mokotów.
Zdjęcia trwały cały dzień. Premiera teledysku nastąpiła w maju 2002 roku. Teledysk do dziś dość często pokazywany jest w telewizji.

## Twórcy
Ira
- Artur Gadowski – śpiew, chórki
- Wojciech Owczarek – perkusja
- Piotr Sujka – gitara basowa, chórki
- Zbigniew Suski – gitara elektryczna

Muzycy sesyjni
- Wojciech Olszak – instrumenty klawiszowe

Produkcja
- Produkcja: Mariusz Musialski ("El Mariachi Management")
- Produkcja muzyczna: Leszek Kamiński
- Realizacja nagrań: Leszek Kamiński
- Mix utworu: Leszek Kamiński w studiu S4 w Warszawie
- Mastering: Julita Emanuiłow
- Dodatkowa realizacja chórków: Wojtek Olszak w "Woobie Doobie Studio"  w Warszawie
- Projekt okładki singla: Arek Stegenka
- Zdjęcie: Dorota Guzenda
- Aranżacja: Mariusz Musialski
- Tekst utworu: Wojciech Byrski
- Wytwórnia: BMG Poland

## Lista utworów na singlu
CD
1. "Mocny" (Radio edit) – (M.Musialski – W.Byrski) – 4:25
2. "Mocny" (Album version) – (M.Musialski – W.Byrski) – 4:48

## Opis singla
- Muzyka: Mariusz Musialski
- Słowa: Wojciech Byrski
- Gościnnie: Wojciech Olszak – instrumenty klawiszowe i programowanie
- Produkcja muzyczna: Mariusz Musialski/Ira
- Realizacja nagrań i mix: Leszek Kamiński w studio S-4
- Mastering: Julita Emanuiłow
- Dodatkowa realizacja chórków: Wojtek Olszak w "Woobie Doobie Studio"
- Zdjęcie: Dorota Guzenda
- Projekt graficzny: Arek Stegenka

## Miejsca na listach przebojów
| Rok  | Single | Lista                       | Pozycja |
| ---- | ------ | --------------------------- | ------- |
| 2002 | Mocny  | SLiP                        | Nr 54   |
| 2003 | Mocny  | Program III Polskiego Radia | Nr 97   |